# Novo Mesto (album)
Novo Mesto è il sesto album in studio del cantautore italiano Niccolò Fabi, pubblicato il 3 febbraio 2006 dalla Virgin Records.

## Descrizione
Il titolo dell'album trae il proprio nome dall'omonima città situata in Slovenia nella quale è stato registrato, oltre a rievocare in italiano il tema della malinconia. La scelta di questa insolita località per la registrazione del lavoro è motivata dalla ricerca, da parte dell'autore e dei musicisti che con lui hanno collaborato, di una sonorità diversa dagli album precedenti, meno legata alla musica cantautoriale italiana.
L'ultima traccia dell'album è la reinterpretazione di So Lonely dei Police, spesso eseguita Fabi nei concerti. Al suo interno vi è anche una traccia fantasma, ovvero una versione strumentale acustica di Mettere le ali.
La produzione del disco è stata curata dallo stesso Fabi e da Adriano Pennino, mentre Fabrizio Simoncioni si è occupato della registrazione e del missaggio. Il mastering è stato invece affidato a Antonio Baglio.

## Promozione
Per la promozione del disco sono stati diffusi in radio i brani Costruire e Oriente, distribuiti come CD promozionali. Nella sua settimana d'esordio, tra il 3 e il 9 febbraio, Novo Mesto entrò all'undicesimo posto nella Classifica FIMI Album, divenendo il miglior risultato dell'artista fino a quel momento.
Al disco è seguito anche il Novo Mesto Tour, iniziato il 24 marzo dello stesso anno a Campobasso; durante il tour Fabi ha rivisitato anche alcuni suoi brani precedenti sulla scia delle sonorità affrontate nell'album, tra i quali Rosso (tratto da Il giardiniere).

## Tracce
Testi e musiche di Niccolò Fabi, eccetto dove indicato.
1. Novo Mesto (l'aria intorno) – 3:29
2. Oriente – 4:09
3. Mettere le ali – 4:18
4. Costruire – 5:11
5. Rapporti – 4:57
6. Meraviglia – 4:08
7. Evaporare – 3:20
8. La bellezza – 4:14
9. Dentro – 4:06
10. So Lonely – 8:08 – originariamente interpretata dai The Police

## Formazione
Musicisti
- Niccolò Fabi – chitarra elettroacustica, voce, pianoforte (traccia 6), batteria (traccia 7)
- Agostino Marangolo – batteria, percussioni
- Lorenzo Feliciati – basso, banjo (tracce 1 e 5)
- Francesco Valente – chitarra acustica, chitarra elettrica, basso (tracce 1 e 5), mandolino (traccia 2)
- Aidan Zammit – pianoforte, pianoforte elettrico, moog, fisarmonica (traccia 1), flauto (traccia 3)
- Adriano Pennino – mandolino (traccia 1), pianoforte (tracce 5, 7 e 11)
- Massimo Cusati – percussioni (traccia 1)
- Elvio Ghigliordini – flauto e ottavino (traccia 2)
- Enzo De Rosa – trombone (traccia 2)
- Simone Salza – clarinetto (traccia 2)
- Sergio Vitale – tromba (tracce 2 e 8)
- Claudia Della Gatta – violoncello (tracce 4, 6 e 8)
- Gennaro Desideri – violino (traccia 4)
- Adriana Ester Gallo – violino (traccia 4)
- Nicola Ciricugno – viola (traccia 4)
- Danilo Pao – chitarra elettrica (traccia 6)
- Andrea De Cesare – violino (traccia 8)
- Tinkara Kovač – flauto (traccia 10)

Produzione
- Niccolò Fabi – produzione
- Adriano Pennino – produzione
- F. Ricky Palazzolo – produzione esecutiva
- Fabrizio Simoncioni – missaggio, registrazione
- Antonio Baglio – mastering